# 布四麻
布四麻，元世祖時蒙古族起事首领。
至元二十七年（1290年）秋，因不堪忍受蒙古贵族的剥削和奴役，布四麻联合当先别乞失、兀者台、出春伯驸马、朵罗台、兀儿答儿、塔里雅赤等，率领蒙古牧民发动起事，在漠北劫掠四怯薛（禁卫军）的牛马畜牧，劫夺窝阔台之子灭里的昔博赤（打捕鹰房之执役者），斡脱、布伯诸投下（封地、采邑）殆尽。贵赤卫亲军都指挥使司达鲁花赤康里明安所领官军讨剿，追击至汪吉昔博赤（今蒙古国翁金河上游），夺回被掠的百姓和牛马畜群，当先别乞失兵败逃走，起事被镇压。